# Periclimenes grandis
Periclimenes grandis är en kräftdjursart som först beskrevs av William Stimpson 1860.  Periclimenes grandis ingår i släktet Periclimenes och familjen Palaemonidae. Inga underarter finns listade i Catalogue of Life.